# Vergil (Devil May Cry)
Vergil a Capcom által fejlesztett és kiadott Devil May Cry sorozatnak, valamint a Devil May Cry 3 Special Edition változatnak játszható karaktere. A játékokon kívül megjelenik még a mangában is.

## Élettörténet
Vergil a Legendás Démonlovag, Sparda és felesége, Eva elsőszülött gyermeke, valamint a sorozat főhősének, Dante (Devil May Cry) bátyja, ikertestvére. Vergil mindig is hűvös és forrófejű volt. Gyermekkorában úgy látta szülein, hogy édesanyja Dante-t szereti a legjobban, ő pedig édesapjához állt közel. 8 éves korukban, amikor elválasztották testvérétől, Dante halottnak hitte, de a Devil May Cry 3 cselekményei előtt 1 évvel visszatért, csak már a gonosz oldalon. Gilver néven mutatkozott, társa pedig Arkham volt.

## Cselekményben való szerepe

### Devil May Cry 3
Miután Dante megkapta üzenetét, várt rá a Temen-Ni-Gru tetején, de közben gyanított is valamit Arkhamon, aki a hívatlan vendégüket (Lady-t) ment elintézni. Miután a éj leple alatt, a zuhogó esőben megérkezett öccse, kisebb beszélgetés után harcoltak. Úgy tűnt végzet testvérével, s megszerezte az elfelezett amulett másik felét is. Távozni készült, amikor Dante feltámadt, s harcolni akart volna vele ismét, de Arkham megállította. Nem várták meg az átváltozást, hanem távoztak.
Később elértek egy kapuhoz, ahol megkérdezte a férfit, mit akart tőle Lady, de Arkham úgy tett, mintha nem tudná, miről beszél, s leszúrta, majd ott hagyta. Amikor megérkezett a kapuhoz, Beowulf követte, aki végezni akart vele, de gyorsabb volt, s lefejezte, majd megszerezte az erejét. Amikor már elhelyezte az amuletteket, s a véréből is cseppentett a gömbbe, nem nyílt még ki, amiért dühöngött. Dante megérkezett, akivel ismét harcolt. A harc során Lady, majd Arkham is megjön. Arkham felfedi kilétét (ugyanis ő volt Jester, a bohóc). Vergil az öccsével és Lady-vel (ha nem is együtt) megpróbálták megállítani Arkhamot, de túljárt mindannyiuk eszén. A terem beomlott, ő pedig a mélybe zuhant.
Később, miután Dante belépett a Démoni Világ kapuján, a könyvtárban hagyott Lady előtt elsétál, s megy Dante után. Dante találkozott Arkhammal, akit félig már legyőzött, de majdnem megölte őt. Vergil levágta a Dante felé úszó csápot, majd Dante-val együtt legyőzték Arkhamot. Az amulettek még mindig ott vannak, amik a mélybe zuhannak, a testvérpár utána. Vergil már majdnem megszerezte a másikat is, de Dante-nak sikerült elvennie. Az utolsó harcuk folyamán Vergil súlyos sérülést szerezz, s kéri Dante-t, hagyja ott s meneküljön el, majd a mélybe veti magát.
Miután levette magát, egy vérrel teli vízben találja magát (ott ahol Dante-val kezdjük a 19. pályát). Ott lát három gömböt, amivel kapcsolatban úgy dönt, szembe száll, mivel annak idején apja is képes volt rá.
A Devil May Cry 3 Dante's Awakening Special Edition változatában játszható karakter lesz azután, hogy Dante-val végig játszottuk a játékot.

### Devil May Cry
Vergil túlélte a Mundussal való találkozást, aki hipnotizálta, s átcserélte az emlékeit is. Itt Nelo Angelo-ként jelenik meg. Háromszor találkozik Dante-val, aki nem is sejtette, hogy a bátyja van valójában az álarc mögött. Az utolsó harcukon tudja meg Dante. 
Végül, amikor legyőzte, úgy tűnik, felrobban a teste, vagy elnyelte valami, nem tudni. Feltehetően meghalt vagy eltűnt, de az amulett másik fele ott maradt, amit Dante magához vett, s eszébe jutott a 8. születésnapja, amikor megkapták édesanyjuktól az amulettet.

## Külső jellemzés
Vergil Dante-nak az ellentétje. Míg Dante lefésülve, Vergil hátrafésülve hordja a haját, ami ugyanolyan hosszú, szürke színű. Szemei kicsik, kék színűek.
A Devil May Cry 3-ban Vergil fekete bőrnadrágot, fekete ujjatlan pulóvert, barna csizmát és ujjatlan kesztyűt, valamint kék kabátot, aminek jobb oldalán egy kígyót mintáz.
Amikor Nelo Angelo lett, páncélzatot viselt. A páncél egy sisakot is tartalmazott, szarvakkal, s egy köpenyt. Amikor levette a sisakot, arca falfehér, szemei vörösek, kék vérerei látszódtak, haja hátrafésülve volt.

## Megalkotás
Az ő személyisége Dante ellentéte: nyugodt, hidegfejű, hűvös. Ennek ellenére hobbijának mondható az olvasás. Fegyvertárában inkább kardokat használ (Jamato, Force Edge), lőfegyvert nem. Bár a Devil May Cry 3-ban, Beowulf legyőzése után annak erejét szerezte meg. Dante-val azonban abban egyeznek, hogy ő se ismeri a félelmet. Megtesz mindent, hogy apja erejét és örökségét megszerezze, nem érdekelve semmi és senki.
Gyermekkorában Dante-val igazi testvérként szerették egymást. Egyike talán annak, amikor a Devil May Cry 3-ban Arkhamra mérték volna utolsó, közös csapásukat: amikor a lőfegyverrel lőttek volna, előtte Dante megkérdezte: "Emlékszel még, mit szoktunk mondani?", amire Vergil nevetett, mert eszébe jutott. Majd "Jackpot"-ot mondva lőttek.
Miután Mundus hipnotizálta, majd harcolt Dante-val, meglátta a nyakában az amulettet, ami miatt a családja és a gyerekkoruk is eszébe jutott. Emiatt kénytelen rendesen visszaemlékezni, mert Mundus birtokolta a gondolatait.

## Érdekesség
- Vergil a római költő Publius Vergilius Maroról kapta a nevét.
- A Devil May Cry 3 Dante's Awakening Special Editionban játszható karakter, miután Dante-val végig vittük a játékot.
- Dante később Vergil összes fegyverét megszerzi.

## Fordítás
- Ez a szócikk részben vagy egészben  a   Vergil_%28Devil_May_Cry%29#Vergil című angol Wikipédia-szócikk fordításán alapul.  Az eredeti cikk szerkesztőit annak laptörténete sorolja fel. Ez a jelzés csupán a megfogalmazás eredetét és a szerzői jogokat jelzi, nem szolgál a cikkben szereplő információk forrásmegjelöléseként.